# CD Cudillero
Club Deportivo Cudillero byl španělský fotbalový klub sídlící ve vesnici Cudillero v autonomním společenství Asturie. Klub byl založen v roce 1950. 10. října 2014 klub oznámil, že neodehraje osmé kolo Tercera División kvůli dluhům vůči hráčům i trenérům týmu. O týden později se klub odhlásil ze všech soutěží a následně ohlásil ukončení činnosti.
Své domácí zápasy klub odehrával na stadionu Estadio La Roja s kapacitou 2 000 diváků.

## Historické názvy
- 1950 – CD Cudillero (Club Deportivo Cudillero)
- 1980 – CD Marino de Cudillero (Club Deportivo Marino de Cudillero)
- 1994 – CD Pixueto (Club Deportivo Pixueto)
- 2002 – CD Cudillero (Club Deportivo Cudillero)

## Umístění v jednotlivých sezonách
Legenda: Z – zápasy, V – výhry, R – remízy, P – porážky, VG – vstřelené góly, OG – obdržené góly, +/- – rozdíl skóre, B – body, červené podbarvení – sestup, zelené podbarvení – postup
| Sezóny  | Liga                      | Úroveň | Z                                                          | V                                                          | R                                                          | P                                                          | VG                                                         | OG                                                         | B                                                          | +/-                                                        | Pozice |
| ------- | ------------------------- | ------ | ---------------------------------------------------------- | ---------------------------------------------------------- | ---------------------------------------------------------- | ---------------------------------------------------------- | ---------------------------------------------------------- | ---------------------------------------------------------- | ---------------------------------------------------------- | ---------------------------------------------------------- | ------ |
| 2007/08 | Tercera División – sk. II | 4      | 38                                                         | 18                                                         | 14                                                         | 6                                                          | 49                                                         | 34                                                         | +15                                                        | 68                                                         | 5.     |
| 2008/09 | Tercera División – sk. II | 4      | 38                                                         | 9                                                          | 19                                                         | 10                                                         | 53                                                         | 54                                                         | -1                                                         | 46                                                         | 9.     |
| 2009/10 | Tercera División – sk. II | 4      | 38                                                         | 10                                                         | 10                                                         | 18                                                         | 43                                                         | 64                                                         | -21                                                        | 40                                                         | 14.    |
| 2010/11 | Tercera División – sk. II | 4      | 38                                                         | 11                                                         | 10                                                         | 17                                                         | 39                                                         | 54                                                         | -15                                                        | 43                                                         | 11.    |
| 2011/12 | Tercera División – sk. II | 4      | 38                                                         | 15                                                         | 10                                                         | 13                                                         | 53                                                         | 40                                                         | +13                                                        | 55                                                         | 10.    |
| 2012/13 | Tercera División – sk. II | 4      | 38                                                         | 13                                                         | 14                                                         | 11                                                         | 46                                                         | 40                                                         | +6                                                         | 53                                                         | 9.     |
| 2013/14 | Tercera División – sk. II | 4      | 38                                                         | 19                                                         | 6                                                          | 13                                                         | 59                                                         | 51                                                         | +8                                                         | 63                                                         | 8.     |
| 2014/15 | Tercera División – sk. II | 4      | Klub se odhlásil v průběhu sezóny, výsledky byly anulovány | Klub se odhlásil v průběhu sezóny, výsledky byly anulovány | Klub se odhlásil v průběhu sezóny, výsledky byly anulovány | Klub se odhlásil v průběhu sezóny, výsledky byly anulovány | Klub se odhlásil v průběhu sezóny, výsledky byly anulovány | Klub se odhlásil v průběhu sezóny, výsledky byly anulovány | Klub se odhlásil v průběhu sezóny, výsledky byly anulovány | Klub se odhlásil v průběhu sezóny, výsledky byly anulovány | 20.    |